# Гордый (эсминец, 1960)
«Гордый» — эскадренный миноносец проекта 57-бис, построенный для Советского Военно-Морского Флота в конце 1950-х годов. В 1966 году переклассифицирован в большой ракетный корабль. В 1975 году переклассифицирован в большой противолодочный корабль. Прошёл модернизацию по проекту 57-А.

## История
17 декабря 1957 года «Гордый» был зачислен в списки кораблей ВМФ СССР и в мае 1959 года заложен в цехе Амурского судостроительного завода в Комсомольске-на-Амуре (заводской № 90) по проекту 57-бис. 24 мая 1960 года спущен на воду (выведен из дока). Вступил в строй 6 февраля 1961 года.
15 ноября 1961 года корабль вошёл в состав Тихоокеанского флота ВМФ СССР. 19 мая 1966 года «Гордый» был переклассифицирован в большой ракетный корабль (БРК). В 1967 году БРК "Гордый" (один) противостоял американской эскадре во главе с авианосцем "Энтерпрайс", которая зашла в советские территориальные воды. С появлением советских истребителей американская эскадра ушла в нейтральные воды. В период с 28 по 31 марта 1968 года «Гордый» нанёс деловой визит в Мадрас и с 3 по 6 апреля — в Бомбей (Индия).
С 1973 по 1975 годы «Гордый» был модернизирован и перестроен на «Дальзаводе» по проекту 57-А. 20 июня 1975 года переклассифицирован в большие противолодочные корабли.
30 июля 1987 года эскадренный миноносец был исключён из боевого состава Военно-Морского Флота СССР в связи со сдачей в ОФИ для разоружения, демонтажа и реализации. 9 августа 1987 года экипаж корабля был расформирован. Впоследствии корпус корабля был использован в качестве судна-мишени и потоплен в Беринговом море у побережья Камчатки при проведении ракетных стрельб.

## Командиры корабля (войсковая часть 15044)
- 1968 — капитан 2 ранга Морозов Владислав Игнатьевич[уточнить];
- 1975 — капитан 2 ранга Двуреченский Юрий Иванович[уточнить].
- 01.1971-10.1976 - к.2р. Паромов Рудольф Васильевич.

## Бортовые номера
02(1961), 025(1964), 981(1968), 115, 561(1978), 556(1980), 568(1982), 508(1987)